# Bel Riose
Bel Riose es uno de los personajes de la saga de ciencia ficción de la la Fundación, de Isaac Asimov.
Riose, Comandante de la Vigésima Flota y conocido como "el Último de los Imperiales", fue el último General destacado del Imperio Galáctico, que se enfrentó a la Fundación. Su genio táctico fue comparado con el del almirante Puerifoy. Fue un hombre de gran genio militar, siendo también el militar valiente, competente, bueno, ni demasiado joven, ni demasiado viejo, que tomaba riesgos deliberados, y era un general popular.
Lamentablemente para él, vivió en la etapa de la decadencia final del Imperio Galáctico. Riose anhelaba los días grandiosos del antiguo Imperio, cuando los generales demostraron su valor con el fin de anexionar nuevos planetas al Imperio. Riose consiguió su posibilidad cuando él oyó los rumores "de los magos" de Ducem Barr y otros, en referencia a los científicos de la Fundación. En aquel tiempo, la Fundación controlaba económicamente gran parte de la Periferia de la Vía Láctea. La influencia económica de la Fundación había llegado hasta la frontera exterior del decadente Imperio, que se mantenía firme en el Centro Galáctico.
Como un defensor leal y patriótico del original Imperio Galáctico, Riose fue impresionado por la leyenda del Plan de Hari Seldon de crear un Segundo Imperio construido por la Fundación, por lo cual ésta era una verdadera amenaza. Con varios de los últimos "barcos de la línea", los pináculos de valor tecnológico y militar del Imperio (del cual pocos permanecieron intactos en aquella época de declive), que fueron dispuestos por Riose en la Periferia Galáctica con el propósito de conquistar a la Fundación en nombre del Imperio y el Emperador.
Seldon había predicho que la Fundación sobreviviría a todas las pruebas y Bel Riose sabía esto, pero él apuesta su vida en contra de la "mano muerta" de la psicohistoria de Seldon. En el combate, Riose repetidamente derrota a la Fundación por la brillante planificación táctica y estratégica. Riose penetró hasta los Cuatro Reinos, el núcleo político de la Fundación, acercándose peligrosamente a Términus, capital de la Fundación. Sin embargo, antes de que pudiera completar su conquista, fue arrestado y ejecutado por el Emperador Cleón II, quien temía que Riose lo traicionara y ocupara el trono del Imperio Galáctico. 
Irónicamente Riose nunca pretendió ocupar el trono imperial y únicamente buscaba servir fielmente a su emperador. En años posteriores, Riose fue olvidado por la gente de la Fundación, como su mitología nacional requirió que el Mulo se transformara en la amenaza exclusiva central a la construcción del Segundo Imperio por parte de la Fundación.
Isaac Asimov se basó en la figura del general bizantino Belisario, bajo el mando del Emperador Justiniano I, para componer el personaje de Fundación e Imperio. Como Riose, Belisario sirvió a un Emperador fuerte, Justiniano I, en un Imperio que solo conservaba su antigua mitad oriental; y había reconquistado gran parte del antiguo Imperio de Occidente; y fue llamado por la sospecha infundada de que él ambicionaba el trono imperial. A diferencia de Riose, Belisario no fue ejecutado, sino retirado (y, según la leyenda fue cegado y exiliado como un mendigo).